# オストベーヴェルン
オストベーヴェルン (ドイツ語: Ostbevern, 低地ドイツ語: Austbiäwern) は、ドイツ連邦共和国ノルトライン＝ヴェストファーレン州ミュンスターラントに属すヴァーレンドルフ郡の町村（以下、本項では便宜上「町」と記述する）である。

## 地理
オストベーヴェルンは、ミュンスターラントの北東部、ミュンスターの北東約 20 km、ヴァーレンドルフの北西約 15 km のベーヴァー川沿いに位置している。北から東にかけての町境は、ノルトライン＝ヴェストファーレン州とニーダーザクセン州との州境を形成している。主な川はベーヴァー川とアー川である。そのほかの小川として、ヴェステンゴッセ川、ランクホルツバッハ川、ブレッデヴィーゼンバッハ川、フランケンバッハ川、ボックホルナー・バッハ川、リーデンバッハ川がある。ゲレンバッハ川は長さ 5 km にわたってテルクテとの町境をなしており、リュトケ・ベーケは 3 km の間ラドベルゲンとの境界をなしている。森は、カットマンス・カンプ、ローブルガー・パルク、シルルハイデ、ヒュルスハイデ、ヒュルスホルストがある。農耕地はシュルテンハイデ、フィリップスハイデ、シュリヒテンフェルト、シュランゲンブリンク、リリーヴェン、ヴィットハーゲン、シュトルテベーエンスヴェン、ロットヴィンケラー・ハイデ、ブリュスケンハイデ、ポットハイデ、ヴルツリヒェ・ハイデがある。

### 自然保護
オストベーヴェルンおよびブリュスケンハイデ近郊の緑地/森林複合体は自然保護地区となっている。フライアーゴッセ川は、オストベーヴェルン地域計画でビオトープに指定されている。

### 自治体の構成
この町に属す唯一の地区がブロック地区である。近郊の同名の集落と混同しないよう注意が必要である。

### 小集落
- アン・デア・アー
- ブロック（あるいはブローク）: 最も北に位置する小集落。ブロック地区も含む。ブロック (Brock) は沼沢地 (Bruch) に由来する。
- デッペンガウ
- ドルフバウエルシャフト: 村沿いにある小集落を意味する。レームブロックとブロックの間に位置する。第二次世界大戦で高射砲台が設置された。その地下壕や宿営は現在も見ることができる。
- ハーゼルハイデ
- カットマンスカンプ
- レームブロック（あるいはレームブローク）: ブロックは沼沢地に由来しており、この小集落名はローム質の沼沢地を意味する。
- ローブルク: Lo-Hus や Lo-Hof とも表記され、低く、湿った沼沢地であることを意味している。しかし、この小集落には終端モレーンによって形成されたオストベーヴェルンの最高地点を有している。ここにはローブルク城およびローブルガー・パルクがある。
- プロークスヴェン
- シルル: 東部に位置する小集落である。シルル (Schirl) はSchier loh に由来する。schier とは「単に」あるいは「専ら」、loh は「低い」を意味しており、低く湿った沼沢地である。排水により現在は乾いた荒れ地となっている。
- シュリヒテンフェルデ
- ユーバーヴァッサー: 町の中心部から南に位置する小集落。地名（直訳すると「水の上」）はおそらくベーヴァー川が毎年洪水を起こすにもかかわらず、常に水の上にあったことに由来すると考えられる。

### 隣接する市町村
オストベーヴェルンは、北西から時計回りに以下の市町村と境を接している: グレーヴェン（シュメーデハウゼン地区）、ラドベルゲン（モーアジートルング地区）、リーネン（カッテンヴェンネ地区）、グランドルフ（シュヴェーゲ地区）、ヴァーレンドルフ（ミッテ地区およびアイネン地区）、テルクテ（ヴァドルプ地区およびヴェストベーヴェルン地区）。

## 歴史
オストベーヴェルンは1088年に、Beverne という名称で初めて文献に記録されている。ベーヴェルンに位置する荘園 (curtem in Beverne) の1つは、イーブルク修道院のものであった。この教会シュピール（教会区を基本とする行政区分）はミュンスター司教領に属し、ベーヴェルン家が統治を委託されていた。1608年、ベーヴェルン家出身のヘルマン・シェンキングが救貧院を設立した。1611年には教会の敷地内に学校が設けられた。三十年戦争はオストベーヴェルンにも甚大な被害を及ぼした。1636年にこの村はスウェーデン軍に占領され、大規模な破壊を受けた。ペーター・メランダー・フォン・ホルツアッペル中将は司祭館に滞在し、その「謝礼として」この建物に放火した。
帝国代表者会議主要決議に基づきこの町はプロイセン領となった。その後ベルク大公国領となり、オストベーヴェルン小郡に属したが、1811年からは l’Ems-Supérieur県の一部としてフランス帝国領となった。1811年、町長のフリードリヒ・クレメンス・フォン・ベーヴェルフェルデの下、300人の労働者と15台の2頭立て馬車の力を借りてメインストリート、現在の連邦道 B51号線が建設された。この道路は、パリ - リエージュ - ヴェーゼル - ハンブルクを結ぶ帝国道路 N3号線の一部として、フランス帝国の幹線道路となった。1812年にオストベーヴェルンに宿駅ザクセンラストが設けられた。
ウィーン会議の結果。オストベーヴェルンは最終的にプロイセン領とされた。行政上は、1816年にミュンスター県のヴァーレンドルフ郡に編入された。1841年、ヴェストファーレンの地方自治体法によってオストベーヴェルンはアムト行政機関（アムト・オストベーヴェルン）の所在地となった。1906年から1908年までの間に、オストベーヴェルンからブロック駅への通りや、リーネンあるいはヴァーレンドルフへ至る道路の拡充がなされた。1910年6月28日に飛行船 LZ7 が墜落直前にオストベーヴェルン上空を通過しており、14:00から16:30までその姿を見ることができた。1936年8月9日、オストベーヴェルンはガウ・ヴェストファーレン＝ノルトの模範村落となった。第二次世界大戦中は、ミュンスター＝ハンドルフ飛行場に近いことから、第22高射砲師団の投光器や高射砲などの大規模な防空施設が火除け地に設けられた。約200人の戦争捕虜や強制労働者もこの町に住んだ。その多くは農業や駅前のカゼイン工場で働いた。1943年10月10日のミュンスターに対する日中の空爆では、3機のボーイング B-17 がオストベーヴェルン上空で撃たれ、これにより10人のアメリカ兵が亡くなった。1944年9月12日の夕方にはイギリス空軍の爆撃機1機が撃墜された。1945年2月19日、目標を外れた V-1 が国民学校前のベーヴァー川の川原に落ちた。1945年4月4日、オストベーヴェルンは何日にもおよぶ戦闘の末、アメリカ軍に降伏した。死者たちはオストベーヴェルン戦没者記念地に埋葬されている。
第二次世界大戦後、新たに移住してきた人々は、約 2 km 離れた、いわゆるアイヒェンドルフ住宅地に住み着いた。1946年、オストベーヴェルンはノルトライン＝ヴェストファーレン州の町となった。1975年1月1日、それまでヴェストベーヴェルンに属していたブロック地区が、ノルトライン＝ヴェストファーレン州の地域再編によってこの町に移管された。アムト体制から新たな市町村体制に移行した。

### 人口推移
| 年   | 人口（人） |
| ---- | ---------- |
| 1841 | 2,383      |
| 1849 | 2,323      |
| 1861 | 2,334      |
| 1871 | 2,230      |
| 1885 | 2,410      |
| 1900 | 2,432      |
| 1919 | 2,704      |
| 1932 | 2,814      |
| 1939 | 3,027      |
| 1944 | 3,135      |
| 1945 | 4,158      |
| 1946 | 4,051      |
| 1950 | 4,324      |

| 年   | 人口（人） |
| ---- | ---------- |
| 1954 | 4,154      |
| 1961 | 4,378      |
| 1970 | 5,108      |
| 1974 | 5,307      |
| 1975 | 6,450      |
| 1980 | 6,767      |
| 1985 | 6,847      |
| 1990 | 7,340      |
| 1992 | 7,929      |
| 1994 | 8,450      |
| 1996 | 8,919      |
| 1998 | 9,569      |
| 2011 | 10,625     |
| 2014 | 10,574     |

## 行政

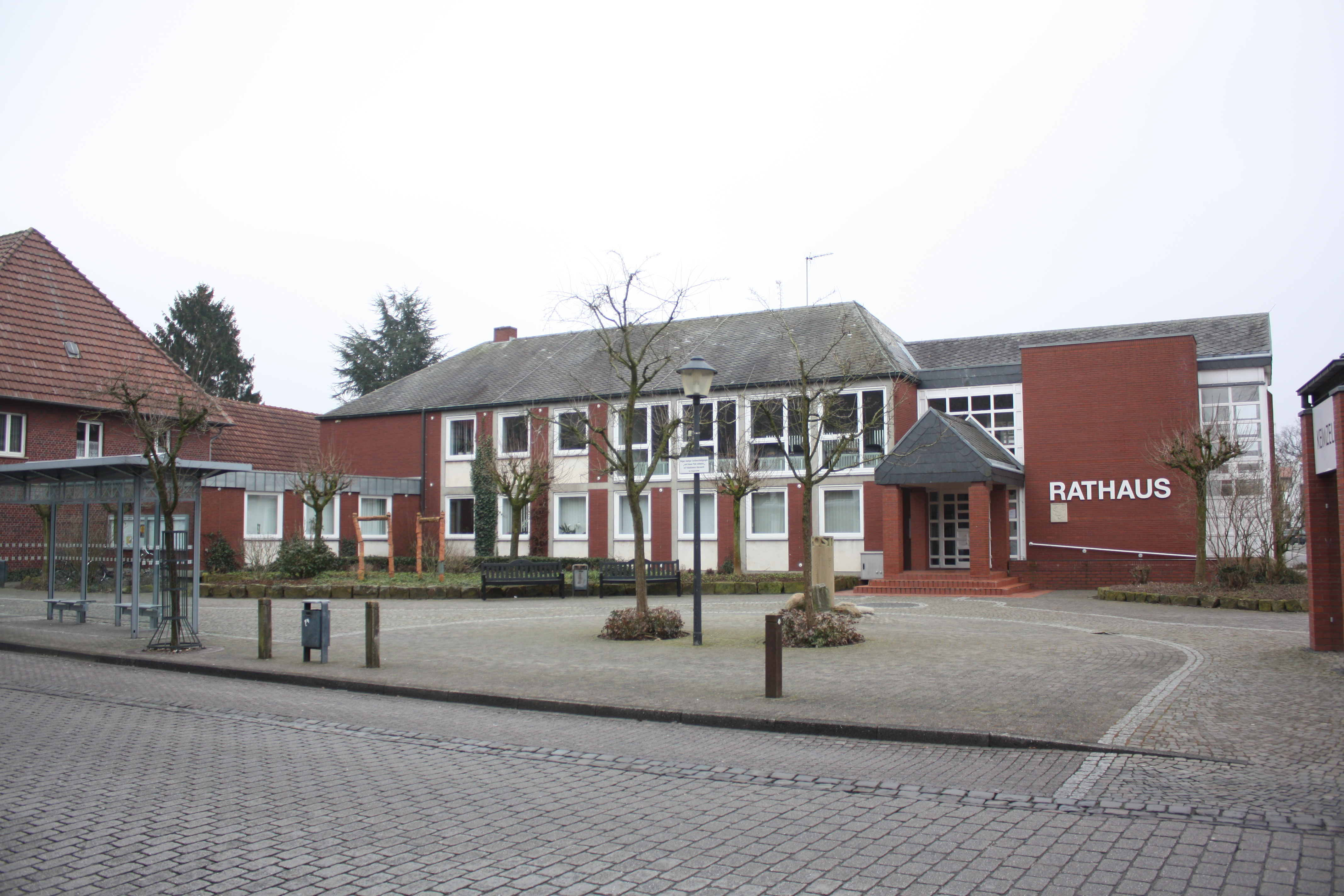
オストベーヴェルンの町役場

### 議会
オストベーヴェルンの町議会は、26議席で構成される。

### 首長
ヴォルフガング・アンネンは、2014年5月25日の町長選挙で 62.5 % の票を獲得して町長に選出された。

### 姉妹都市
- ローブルク（ドイツ、ザクセン＝アンハルト州）2008年1月1日以降、メッケルン（ドイツ語版、英語版）の市区となっている。

### 紋章、旗、印章
1975年1月1日に廃止されたアムト・オストベーヴェルンの権利継承自治体となったオストベーヴェルンは、1936年9月21日にヴェストファーレン州知事に承認された下記の紋章を引き続き使用することを、1975年1月27日に決定した。ミュンスター行政管区長官は1975年4月7日にこれを承認した 。
図柄: 金地（黄色地）に2本の赤いジグザグの帯。赤い爪を持つ立ち上がったビーバーがそれを覆って描かれている。
ジグザグの帯は、ベーヴェルン家の紋章から採られた。ビーバー (低地ドイツ語: bever) はベーヴェルン (Bevern) の地名の元になった。同じ川沿いの2つの集落がこれに由来する名称を有している。東がオストベーヴェルン、西がヴェストベーヴェルンである。エルファーフェルト・ゲナント・フォン・ベーファーフェルデ・ツー・ヴェリース家の紋章にもビーバーが描かれている。
1985年10月24日に町は下記の幟と旗を決定し、1986年5月28日にミュンスター行政管区長官の認可を得た。
幟: 黄色と赤で、およそ1:3の格子を作り、その中央に町の紋章を配する。
旗: 黄色と赤で格子を作りその中央に町の紋章を配する。
印章: 白黒の町の紋章の周囲に、下から時計回りに GEMEINDE OSTBEVERN の文字が記されている。

## 経済と社会資本

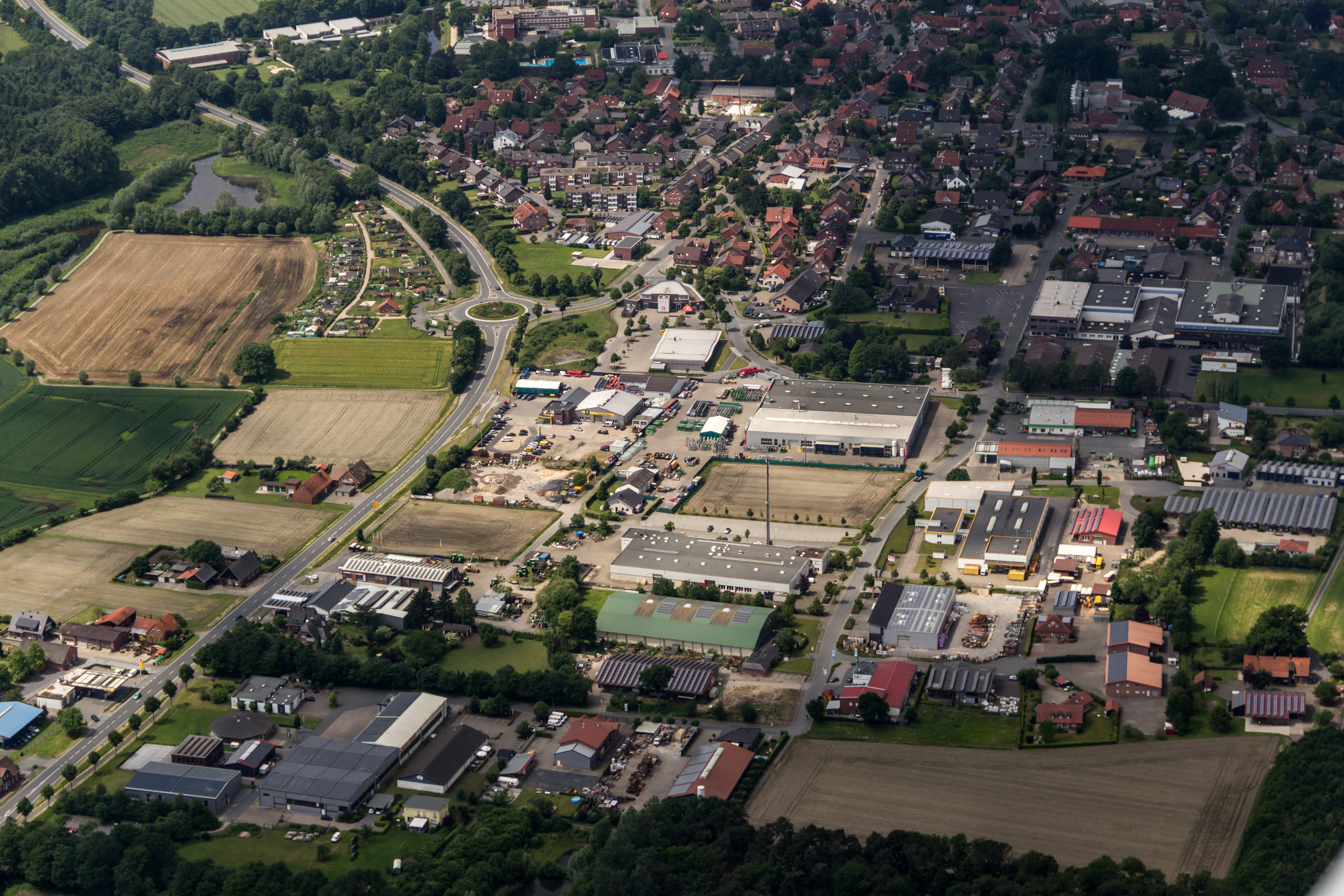
オストベーヴェルンの産業地区

オストベーヴェルンは、小規模から中規模企業の興味深い混合状態で呈している。工業系企業からサービス業者まで、商業から手工業まで、電子技術企業から農業業者まで、その多様性は広い。オストベーヴェルンは良好な経済環境下にある。この町には多彩な職種の約2,500人分の職場がある。大きな雇用主としては、食肉加工業者のヴォスコや電子技術産業のフリヴォー・ゲレーテバウがある。

### 交通
町の中心部から約 4 km 北西にオストベーヴェルン駅がある。この駅は、1871年に開通したミュンスター - オスナブリュック線の駅である。1906年から1908年までの間に、教会村のオストベーヴェルンから駅に通じる道路が建設された。
オストベーヴェルンは、連邦道 B51号ミュンスター - オスナブリュック線沿いに位置している。この連邦道は町の中心部の南端をかすめている。郡道がこの町とグレーヴェンおよびヴァーレンドルフを結んでいる。このほかにオストベーヴェルンはアウトバーン A1号線のいくつかのインターチェンジを利用することができる。ミュンスター/オスナブリュック空港 (FMO) までは約 15 km の距離である。

## 文化と見所

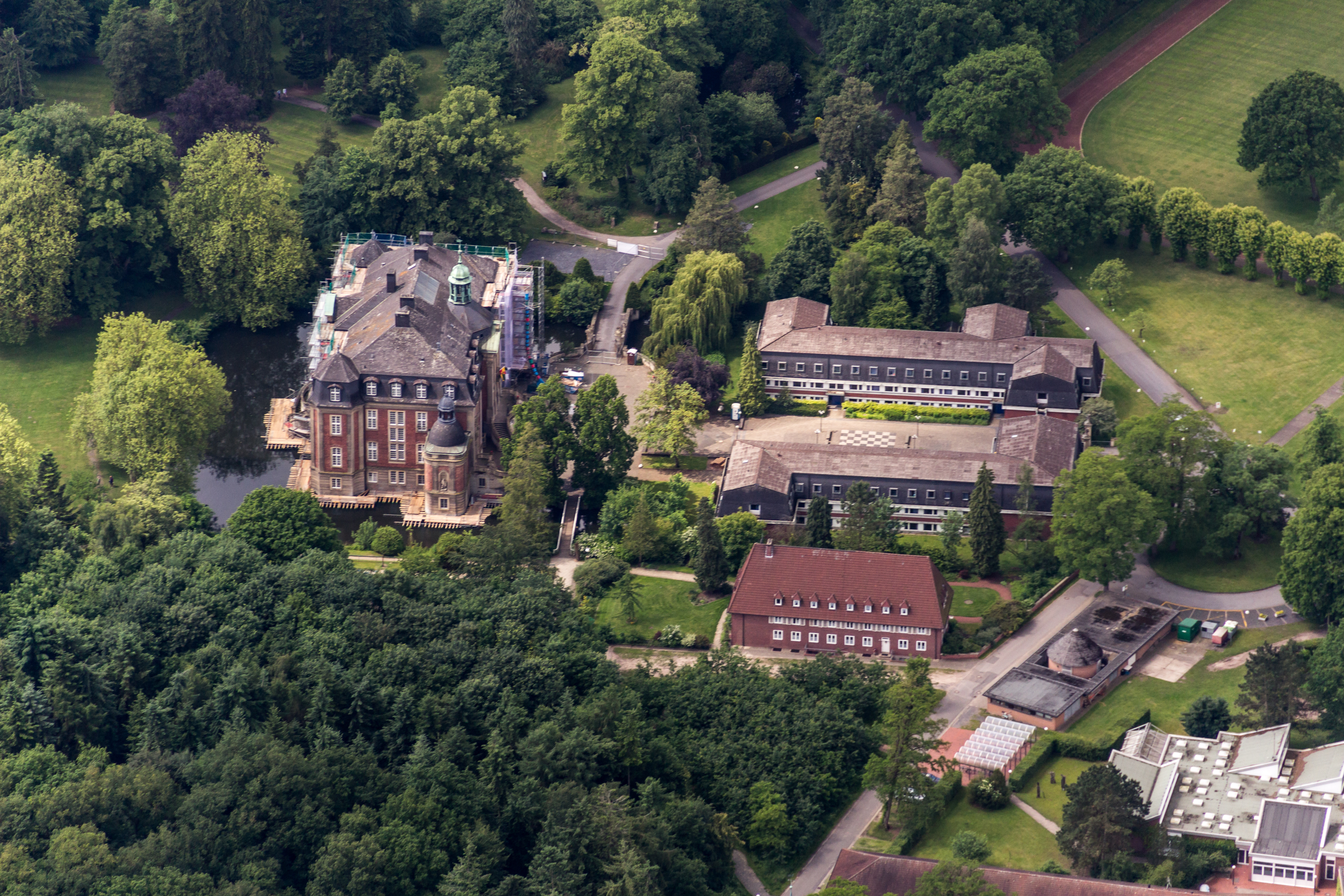
ローブルク城

### 建築
- 聖アンブロジウス教会は、1962年に建設された大きな教会堂と16世紀の小さなゴシック教会からなる。教会塔（ドイツ語版、英語版）の一部は12世紀に建造されたものである。
- 「ハーゲルの行進」の4つの礼拝の祠のうち3つが遺されている: ブリンクヤンス・クリュース、アンナ礼拝堂、聖ドナートゥス像。
- 行進の道沿いにある福音主義のクリストゥス教会: 1956年11月18日に完成した。
- ブロック地区には保護文化財に指定されている聖イェズ教会がある。
- 水城のローブルク城: 現在はヨハネス教会を含むギムナジウム・ヨハネウムとなっている。
- ベーヴェルン家では、牢獄塔だけが遺されている。ロフス礼拝堂は元々ベーヴェルン家のものであった。
- ハルステンベック城: 現存しない。再自然化されたベーヴェルン川の草地と資料センターが利用できる。
- ポッゲンブルク司教の生家には現在郷土館が入居している。
- オストベーヴェルンの戦争記念碑: 聖ゲオルクを象っている
- 1975年からこの町には屋内・屋外プール「ベーヴァーバート」がある。

- 聖アンブロジウス教会
- ブリンクヤンス・クリュース
- アンナ礼拝堂
- 聖ドナートゥス像
- クリストゥス教会
- ロフス礼拝堂
- 郷土館が入居するポッゲンブルク司教の生家
- 聖ゲオルクを象った戦争記念碑

### 年中行事
- 春の教会祭
- レプラバザー
- ハーゲルの行進
- マロニエの日曜日（オストベーヴェルン経済会 e.V. が主催する）
- バウエン・ウント・レーベン（2年に1度の産業ショー）
- マイバウムが立てられ、音楽ライブが行われる「タンツ・イン・デン・マイ」。（オストベーヴェルン消防団の主催）